# Ильин, Анатолий Михайлович
Анато́лий Миха́йлович Ильи́н (27 июня 1931, Москва — 10 февраля 2016, Москва) — советский футболист, тренер. Нападающий московского «Спартака» и сборной СССР.

## Биография
Отец — Ильин Михаил Алексеевич (1903—1962), работал портным в «Метрополе». Мать — Ильина Александра Васильевна (1903—1982), работала медсестрой. Супруга — Ильина (в девичестве — Шамрай) Галина Яковлевна, гимнастка, чемпионка Олимпийских игр 1952 года в командном первенстве и абсолютная чемпионка мира 1954 года в индивидуальном зачёте и в командном первенстве.
В 1948 году сборная команда юношей Москвы, куда попал 17-летний Ильин, выиграла Кубок СССР. Его тренировки проходили на спартаковской базе в Тарасовке, где Ильин был замечен Петром Исаковым и приглашён в «Спартак». Сначала играл за дублёров, летом 1949 года впервые вышел за основной состав, заменив по ходу матча с ЦДКА Сергея Сальникова.
В 1952 году был включён состав сборной СССР, которая принимала участие в Олимпийских играх в Хельсинки. В первом матче, который состоялся в Котке с болгарами (2:1), он получил травму и в двух последующих матчах не играл. В 1954 года, забив 11 мячей, оказался наряду с ленинградцем Антонином Сочневым («Трудовые резервы») самым результативным нападающим чемпионата СССР.
Победитель Спартакиады народов СССР 1956 в составе сборной Москвы.
Заслуженный мастер спорта СССР (1957). Забил решающий гол в финале Олимпийских игр в Мельбурне (1956) в ворота сборной Югославии. Также стал автором первого гола в истории чемпионатов Европы, забив мяч на 4 минуте в ворота сборной Венгрии. В 1957 году входил в состав сборной Советского Союза, которая первенствовала в Москве на III международных дружеских спортивных играх молодёжи. В трёх матчах, включая финал с венграми, забил четыре мяча.
На мировом первенстве в Швеции (1958) обеспечил выход советской сборной в четвертьфинал, забив единственный гол в дополнительной игре с англичанами. В том же году стал лучшим бомбардиром первенства страны, став автором 19 голов. Всего в составе «Спартака» провёл 227 матчей, забив 83 мяча.
В 1962 году завершил спортивную карьеру, став тренером. В 1970 году окончил Московский институт физической культуры, на протяжении 33 лет тренировал молодых футболистов в СДЮШОР «Спартак». Среди его учеников Сергей Родионов и Дмитрий Галямин.
Был последним из живых участников сборной СССР по футболу, принимавшей участие на Олимпийских играх 1952 года.
Умер 10 февраля 2016 года. Похоронен на Даниловском кладбище (уч. 11) рядом с родителями.

## Достижения

### Командные
«Спартак» (Москва)
- Чемпион СССР: 1952, 1953, 1956, 1958, 1962
  - Серебряный призёр: 1954, 1955
  - Бронзовый призёр: 1957, 1961
- Обладатель Кубка СССР: 1950, 1958
- Победитель всемирных спортивных игр молодёжи и студентов: 1962

Сборная СССР
- Олимпийский чемпион: 1956

### Личные
- Лучший бомбардир чемпионата СССР: 1954 (11 голов), 1958 (19 голов)
- Включён в список 33 лучших футболистов сезона в СССР: 7 раз (№ 1 — 1953, 1954, 1955, 1956, 1957, 1958; № 2 — 1959)
- Член клуба Григория Федотова: 106 голов

## Награды
- Орден «Знак Почёта» (27.04.1957) — «за успехи, достигнутые в деле развития массового физкультурного движения в стране, повышения мастерства советских спортсменов, и успешное выступление на международных соревнованиях»
- Орден Дружбы (1997)

## Киновоплощения
- Павел Шевандо — «Лев Яшин. Вратарь моей мечты», 2019 год.